# Konfiguration
Konfiguration är även ett begrepp inom organisationsteori, se Mintzbergs konfigurationer.
Konfiguration av en molekyl är den permanenta geometrin som är resultatet av det rumsliga arrangemanget av dess bindningar.
Förmågan hos samma uppsättning atomer att bilda två eller flera molekyler med olika konfigurationer är stereoisomerism. Detta skiljer sig från konstitutionell isomerism som uppstår från att atomer är sammankopplade i en annan ordning. Konformationer som uppstår från enkelbindningsrotationer, om de inte är isolerbara som atropisomerer, räknas inte som distinkta molekylära konfigurationer eftersom den rumsliga anslutningen av bindningar är identisk.
En polymerkedja är exempelvis uppbyggd av flera monomerer där vissa av monomererna kan skilja sig från övriga. Konfigurationen kan ha stor inverkan på ett materials mekaniska egenskaper. Begreppet används också om isomeri i stereokemiska sammanhang.

## Enantiomerer

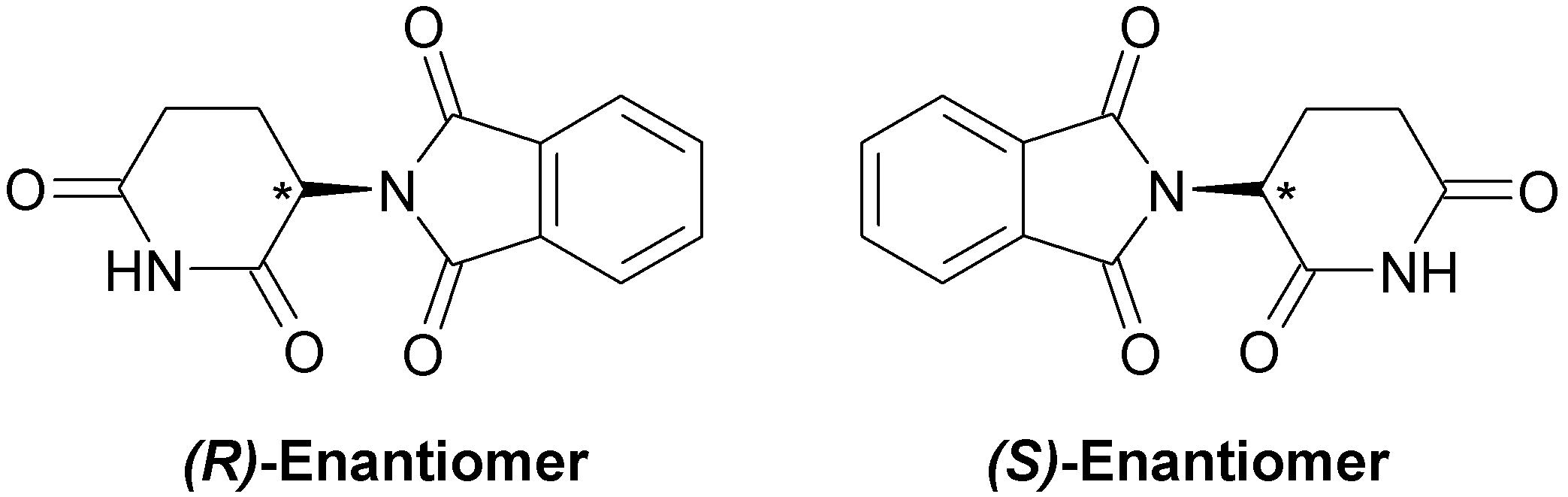
R-S isomerism av talidomid. Kiralt centrum markerat med en stjärna (*). Väte (ej ritat) skjuter ut bakom det kirala centret.

Enantiomerer är molekyler som har ett eller flera kirala centra som är spegelbilder av varandra. Kirala centra betecknas R eller S. Om de 3 grupperna som skjuter ut mot dig är ordnade medurs från högsta prioritet till lägsta prioritet, betecknas det centret R. Om moturs är centrum S. Prioritet baseras på atomnummer: atomer med högre atom antal har högre prioritet. Om två molekyler med ett eller flera kirala centra skiljer sig åt i alla dessa centra är de enantiomerer.

## Diastereomerer

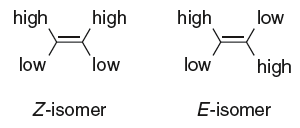
Tilldelning av E- och Z-isomerism baserat på grupprioritet.

Diastereomerer är distinkta molekylära konfigurationer som är en bredare kategori. De skiljer sig vanligtvis åt i fysikaliska egenskaper såväl som kemiska egenskaper. Om två molekyler med mer än ett kiralt centrum skiljer sig åt i ett eller flera (men inte alla) centra är de diastereomerer. Alla stereoisomerer som inte är enantiomerer är diastereomerer. Diastereomerism finns också i alkener. Alkener betecknas Z eller E beroende på grupprioritet på intilliggande kolatomer. E/Z-notation beskriver dubbelbindningens absoluta stereokemi. Cis/trans-notation används också för att beskriva gruppers relativa orienteringar.

## Konfigurationer i aminosyror

L- vs D-konfiguration av aminosyror.

Aminosyror betecknas antingen L eller D beroende på relativa grupparrangemang runt det stereogena kolcentret. L/D-beteckningar är inte relaterade till S/R-absoluta konfigurationer. Endast L-konfigurerade aminosyror finns i biologiska organismer. Alla aminosyror förutom L-cystein har en S-konfiguration och glycin är icke-kiralt.
I allmänhet är alla L-betecknade aminosyror enantiomerer av deras D-motsvarigheter förutom isoleucin och treonin som innehåller två kolstereocentra, vilket gör dem till diastereomerer.

## Konfigurationer av farmakologiska föreningar
Använda som läkemedel har föreningar med olika konfiguration normalt olika fysiologisk aktivitet, såsom den önskade farmakologiska effekten, toxikologin och metabolismen. Enantiomera förhållanden och renhet är en viktig faktor vid kliniska bedömningar. Racemiska blandningar är de som innehåller ekvimolära mängder av båda enantiomererna av en förening. Racemat- och singelenantiomers verkan skiljer sig i de flesta fall.